# Carpatia Castle
Carpatia Castle je česká hudební skupina hrající melodický gothický rock, která vznikla v roce 2012 v severočeském Mostu.
Základní myšlenkové principy byly položeny v 90.letech jako one-man project, avšak od roku 2012  vystupuje kapela jako plnohodnotná sestava hudebníků v nástrojovém obsazení bicí, baskytara, zpěv, dvě kytary a violoncello. Kapela koncertuje jak po celé České republice, tak v zahraničí, jmenovitě v Polsku, Německu a Nizozemsku, Slovensku. Carpatia Castle má za sebou vystoupení, některá opakovaně, na nejpřednějších českých i zahraničních festivalech, např. Masters of Rock, Basinfirefest, žatecká Dočesná, Zahájení lázeňské sezóny v Teplicích, účinkování na Hrady.cz, Okoř se šťávou a mnoha dalších akcích. Ze zahraničních akcí jako jediná kapela reprezentovala Českou republiku pro daný ročník na největším gotickém evropském festivalu Castle Party na hradě Bolków v Polsku. S tímto aspektem je samozřejmě spojená užší spolupráce s kapelami Leaves' Eyes, Paradise Lost, XIII. století, Blaze Bayley apod. Pro zahraniční publikum má repertoár připraven v anglickém jazyce a dle potřeb pořadatele i v čistě akustické verzi. Za zmínku stojí několikahodinové účinkování v pořadu Snídaně s Novou na stejnojmenné televizi, kde Carpatia hrála live šest skladeb a měla tři rozhovorové vstupy.
Vlastností kapely jsou historické hudební motivy, atmosféra textů dávných časů, prolínající se s melancholí vyprávěných příběhů a skutků, ohnivá show a pódiová vizualizace. Dominantou kapely je altová zpěvačka Veronika Dubničková, která zpívá oděna v gotických středověkých šatech, s kapelou účinkují „svícnice“, tedy dvě tajemné ženy, které doplňují show muzikantů secvičenou taneční choreografií s rekvizitami a utváří tvář skupiny. 

## Diskografie
Dlouhohrající CD
- Laudanum (2013)
- Černé století (2016)
- Alchymistův Grál (2021)

DVD
- Gothic Theatre Most (2013)

Maxisingl
- Laudanum (2012)

Demo CD
- House by the Cemetary (2009)
- Vampire Requiem (2010)

Kapela vydala několik klipů ke skladbám „Vampire Requiem“, „Fantom Rabenstein“, „Carpatia“, „Kat Mydlář“, „Arges“, „Venefica“ a "Bathory".
V současné době se Carpatia Castle věnuje široké koncertní činnosti a prací na nadcházející desce (R)evoluce, která vyjde na podzim roku 2025.

## Členové
- Zpěv: Veronika Dubničková
- Bicí: Zdeněk Svoboda
- Kytara: Milan Dubnička
- Kytara, zpěv: Josef Wohlfart
- Baskytara: Ondřej Žádný
- Violoncello: Nicole Přibáňová
- „Svícnice“: Dobroslava Karasová, Eliška Svobodová, Lambrini Gkouliamani

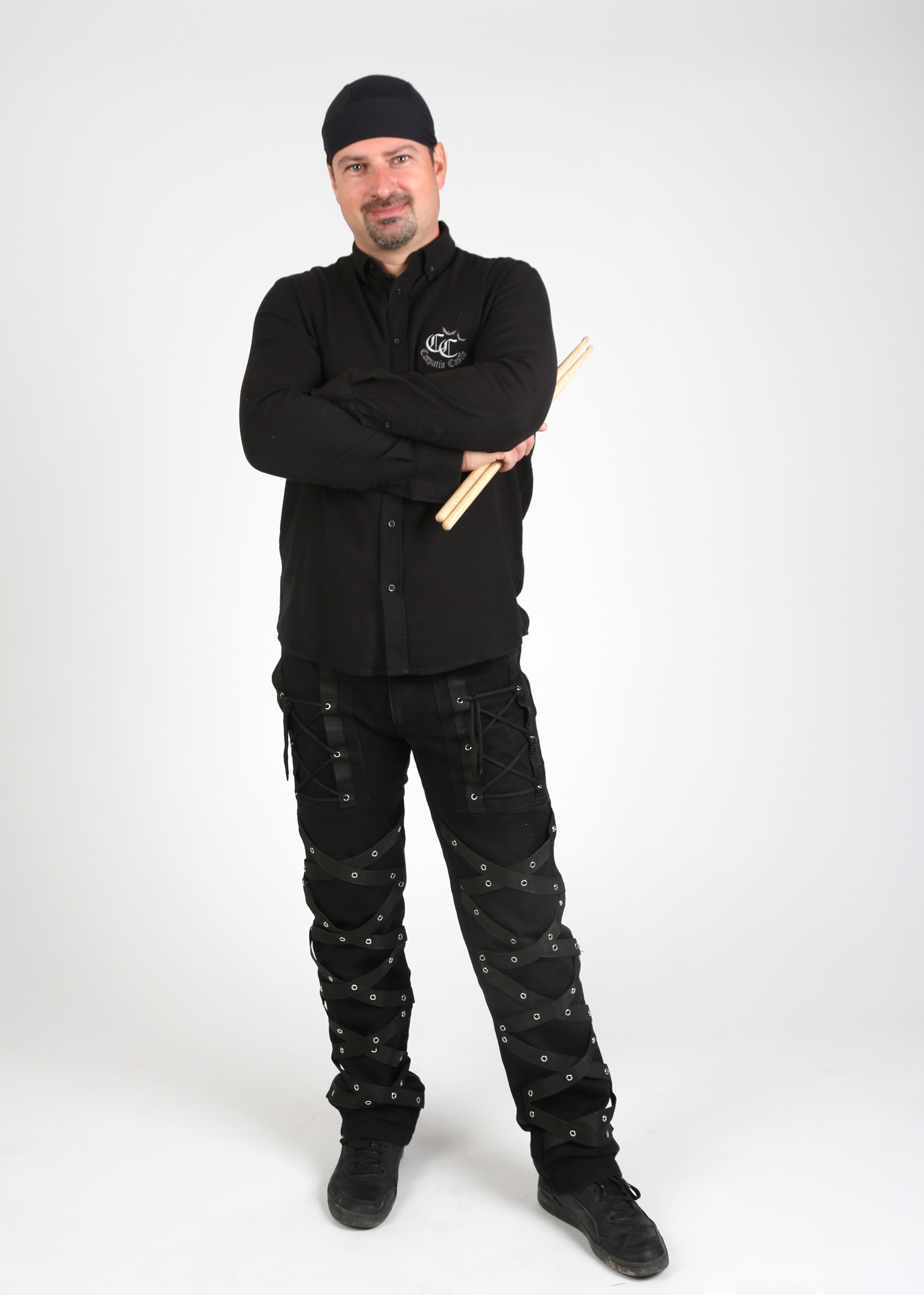
Zdeněk Svoboda – bicí nástroje
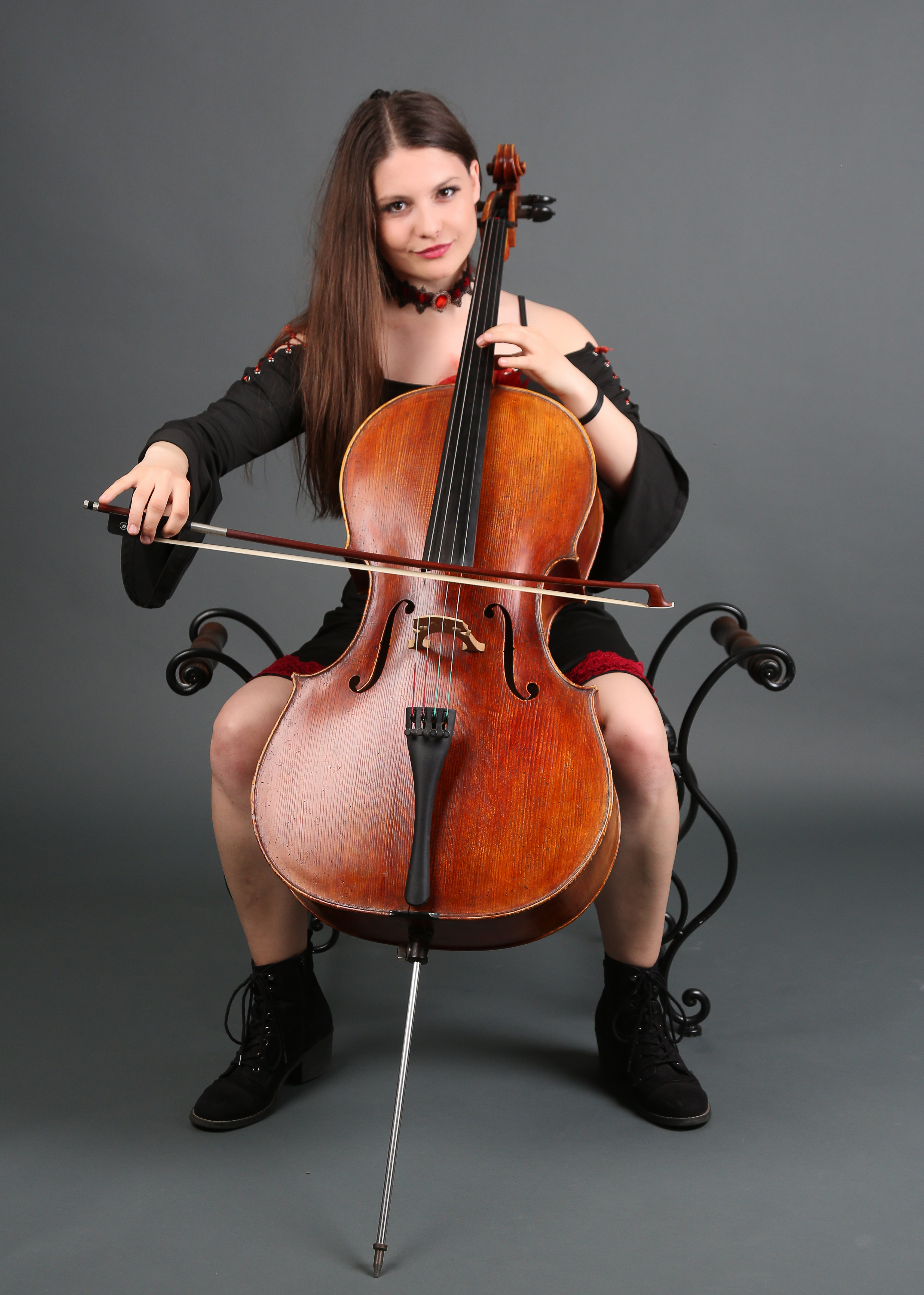
Nicole Přibáňová – violoncello
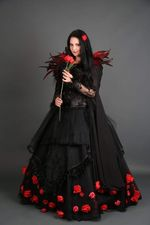
Veronika Dubničková  – zpěv
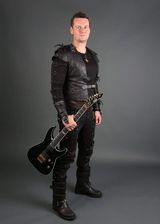
Milan Dubnička – kytara
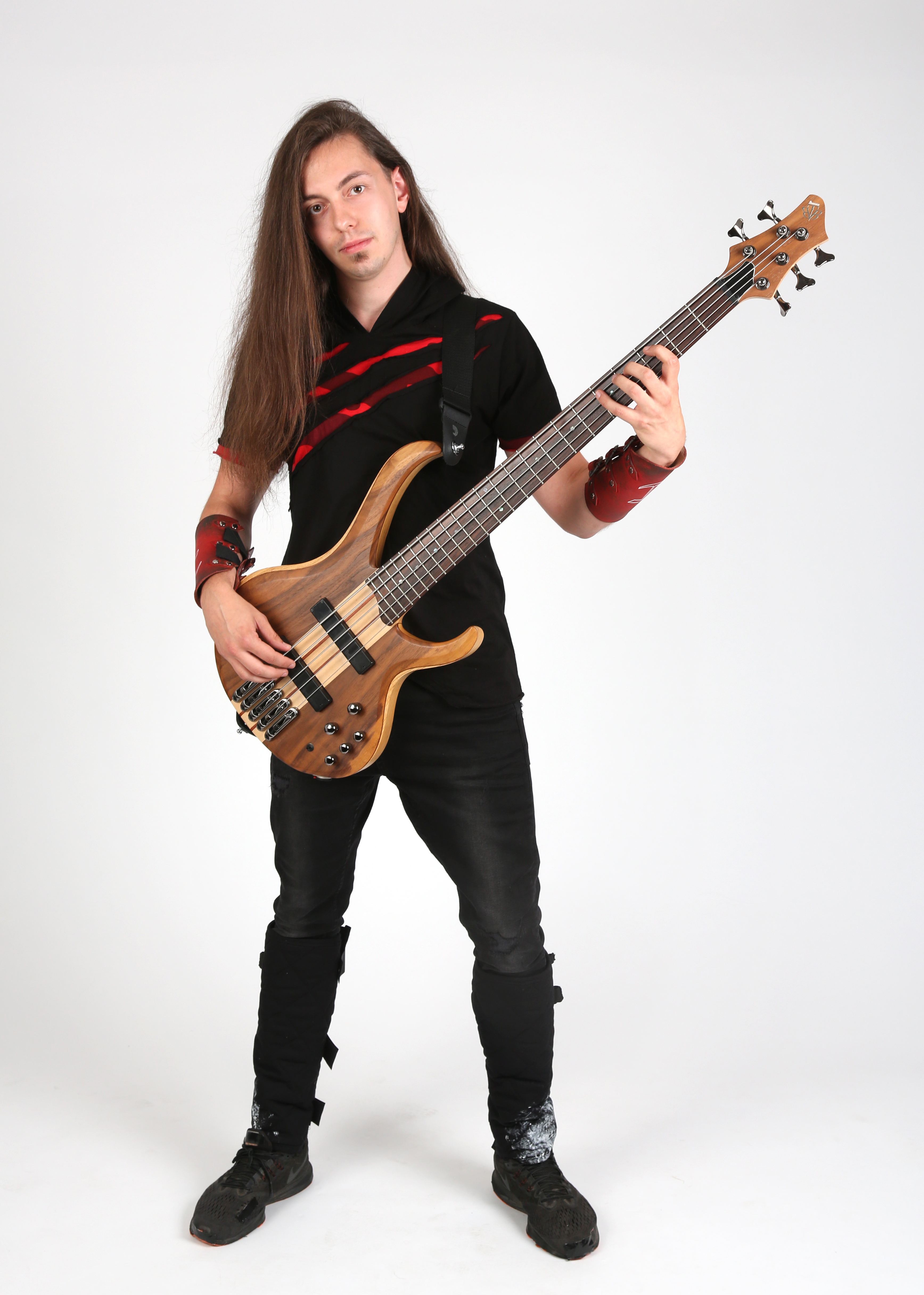
Ondřej Žádný – baskytara
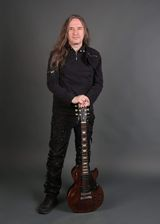
Josef Wohlfart – kytara, zpěv